# Vivian Nunatak
Vivian Nunatak är en nunatak i Antarktis. Den ligger i Västantarktis. Inget land gör anspråk på området. Toppen på Vivian Nunatak är 819 meter över havet.
Terrängen runt Vivian Nunatak är platt söderut, men norrut är den kuperad. Terrängen runt Vivian Nunatak sluttar brant västerut. Trakten är obefolkad. Det finns inga samhällen i närheten.